# Conognatha amoena
Conognatha amoena es una especie de escarabajo del género Conognatha, familia Buprestidae. Fue descrita científicamente por Kirby en 1818.